# Noční vlak do Lisabonu
Noční vlak do Lisabonu (v německém originálu Nachtzug nach Lissabon) je filozofický román, který pod pseudonymem Pascal Mercier vydal v roce 2004 švýcarský spisovatel Peter Bieri. Hlavní postava tohoto románu, profesor klasické filologie se po náhodném seznámení s dílem portugalského lékaře a autora jednoho filozofického spisu, rozhodne opustit všechny stávající životní jistoty a vydat se na nejistou, dobrodružnou cestu do Lisabonu. Tam pátrá po stopách již nežijícího autora a okolnostech vzniku jeho jediného literárního díla v období autoritářského režimu Antónia Salazara.

## Hlavní postavy
Raimund Gregorius
postarší profesor (57 let) klasické filologie (latina, řečtina, hebrejština), řečený „Mundus“. Tyto jazyky vyučuje již 33 let na bernském gymnáziu a má v tomto oboru pověst vynikajícího odborníka. Po pětiletém manželství se svoji bývalou žačkou Florence, které skončilo rozvodem, žije sám jednotvárným životem se zaběhnutými návyky, jehož hlavní náplní jsou jeho žáci a jejich výuka.
Amadeu do Prado
Portugalec, narozený v roce 1920 rodičům pocházejícím ze starých lisabonských šlechtických rodin. Původně chtěl být knězem, ale na přání otce, který trpěl Bechtěrevovou chorobou, vystudoval lékařskou fakultu a stal se oblíbeným a váženým lékařem, přáteli a známými nazývaný knězem ateistou. Zálibu v literatuře a ve filozofii zúročil jako autor jediného filozoficko-literárního díla Um Ourives das Palavras (Zlatotepec slov).

## Obsah díla
Jednoho obyčejného deštivého dne cestou do školy po mostě, potká profesor Gregorius neznámou mladou, velmi rozrušenou ženu cizokrajného vzhledu. Když ji osloví, zabrání pravděpodobně jejímu úmyslu ukončit svůj život skokem z mostu. Zeptá se jí jakou řečí mluví a ona odpoví jediným slovem „português“. Profesor portugalsky neumí, ale zvuk toho slova a způsob, jakým byl vysloven ho naprosto okouzlí. Po přestávce, zanechá své věci ve třídě a odejde ze školy. Později téhož dne objeví v antikvariátu útlý svazek v portugalštině s fotografií mladého muže jménem Amadeu Inácio de Almeida Prado. Majitel antikvariátu mu sdělí, že se jedná o neznámého autora, portugalského lékaře a přeloží mu název díla Um Ourives das Palavras (Zlatotepec slov) i úvodní kapitolu.
Profesor knihu získá a od té doby ji nosí neustále u sebe. Nechápe, co se to s ním děje, cestou domů si koupí slovníky a učebnice portugalštiny s namluvenými deskami a po několika hodinách s pomocí slovníků začne překládat další stránky knihy. Myšlenky, obsažené v knize ho natolik zaujmou, že napíše krátký dopis řediteli školy, objedná si jízdenku a následujícího dne brzy ráno vyrazí na cestu přes Ženevu a Paříž a dále nočním vlakem do Lisabonu.
Ubytuje se v hotelu a postupně přes pracovníka antikvariátu a starého knihovníka získává první zprávy o autorovi Zlatotepce slov. Dorozumívá se francouzsky a anglicky, ale pokouší se i o první nesmělou konverzaci v portugalštině. Zjišťuje, že Amadeu do Prado zemřel před téměř 30 lety, ale někteří jeho příbuzní ještě žijí.
Jeho pátrání ho postupně přivádí k lidem, kteří ho dobře znali. Setkává se s jeho dvěma sestrami, starší, osmdesátiletou sestrou Adrianou, které bratr svým zákrokem dvakrát zachránil život, která mu pomáhala v ordinaci jako asistentka a která stále žije v jeho domě. Také s mladší sestrou Ritou, zvanou pro svoji veselou povahu a hudební nadání Mélodie. Poznává i další blízké osoby z lékařova okolí, jeho spolubojovníka v odboji João Eçu, nejlepšího přítele a spolužáka ze školy, lékárníka, původem Ira, Jorge O'Kellyho, učitele pátera Bartolomea a další. Aby je přiměl k vyprávění a vzpomínkám, musí profesor využít svojí schopnosti empatie a taktu.
Postupně, jako mozaika, před ním vyvstává obraz hrdého, sebevědomého člověka, který vzdoroval Salazarovu režimu a musel očistit svoji čest před veřejným míněním, když jako lékař ošetřil zraněného muže, nechvalně známého příslušníka tajné policie, přezdívaného „Řezník z Lisabonu“. Bránil i pověst svého otce, kterému nemohl pomoci od silných chronických bolestí páteře a který zůstal v úřadu soudce i za Salazarova režimu. Obraz muže, který prožil platonickou lásku k dívce z chudých poměrů, kterou znal od dětství, byl ženatý s mladou a bohatou ženou a brzy ovdověl. Muže, který se potom vášnivě zamiloval do Estefânie, dívky svého přítele a zachránil ji před prozrazením a jistou smrtí tím, že ji tajně převezl do Španělska; filozofa a spisovatele, který chtěl, aby slova, kterými se lidé dorozumívají, ztratily vyčpělost a bezobsažnost a staly se ryzími, vyjadřujícími pravé myšlenky. Lékaře, který trpěl aneurysmatem a zemřel na krvácení do mozku, necelý rok před Karafiátovou revolucí, která v roce 1974 svrhla Salazarovu diktaturu. Dozvídá se, že jediné dílo, které po sobě zanechal, vydala vlastním nákladem v roce 1975 posmrtně jeho sestra Adriana ve smyšleném nakladatelství Cedros vermelhos.
Na konci příběhu se profesor Gregorius vrací do Bernu, aby podstoupil zdravotní testy na klinice, protože v poslední době trpěl závratěmi a uvědomuje se si, že není již tím člověkem, kterým byl než se vydal do Lisabonu.
Román je příběhem cesty, na kterou se může vydat kdykoli každý i bez rozumného důvodu. Připomíná, že pokud chceme porozumět sami sobě a svému místu v životě, musíme dobře poznat a porozumět životu těch druhých.

## Styl
Tak jak je v románu záhadné a složité vyobrazení města Lisabonu, je složitý a komplikovaný i jeho text, který pracuje s fikcí a často odpírá čtenářům informace. Stylem lze Noční vlak do Lisabonu zařadit jako kvalitní literární thriller s filozofickým zaměřením.

## Recenze a kritiky
Řada recenzentů a kritiků se shoduje na tom, že Noční vlak do Lisabonu připomíná svoji tematikou (tajemství, romantika a politické intriky) román španělského spisovatele Carlose Ruiz Zafóna s názvem Stín větru z roku 2001 a také poukazuje na to, jak snadné je pro čtenáře ztotožnit se s hlavní literární postavou Raimunda Gregoriuse. Daniel Johnson z The Telegraph zařadil Pascala Merciera s tímto románem mezi nejlepší žijící evropské romanopisce.

## Filmové zpracování
V roce 2013 natočil dánský režisér Bille August podle knižní předlohy film Night Train to Lisbon (Noční vlak do Lisabonu). V hlavních rolích se představili Jeremy Irons jako profesor Raimund Gregorius a Jack Huston jako Amadeu de Prado.